# Округ Камден (Северна Каролина)
Округ Камден (енгл. Camden County) је округ у америчкој савезној држави Северна Каролина.

## Демографија
По попису из 2010. године број становника је 9.980, што је 3.095 (45,0%) становника више него 2000. године.
| Група             | 2000.         | 2010.         |
| Белци             | 5.516 (80,1%) | 8.103 (81,2%) |
| Афроамериканци    | 1.189 (17,3%) | 1.316 (13,2%) |
| Азијати           | 39 (0,6%)     | 146 (1,5%)    |
| Хиспаноамериканци | 49 (0,7%)     | 215 (2,2%)    |
| Укупно            | 6.885         | 9.980         |